# Intelsat 3R
O Intelsat 3R (também conhecido por IS-3R, antigamente denominado de PAS-3R) foi um satélite de comunicação geoestacionário construído pela Boeing. Ele esteve localizado na posição orbital de 81 graus de longitude oeste e foi operado inicialmente pela PanAmSat e posteriormente pela Intelsat, empresa sediada atualmente em Luxemburgo. O satélite foi baseado na plataforma HS-601 e sua expectativa de vida útil era de 13 anos.

## Lançamento
O satélite foi lançado com sucesso ao espaço no dia 12 de janeiro de 1996, às 23:10:00 UTC, por meio de um veículo Ariane-44L H10-3 a partir do Centro Espacial de Kourou, na Guiana Francesa, juntamente com o satélite MEASAT-1. Ele tinha uma massa de lançamento de 2.920 kg.

## Capacidade e cobertura
O Intelsat 3R era equipado com 12 transponders em banda C e 12 em banda Ku para prestar serviços de televisão e de comunicação para as Américas, Caribe, Europa e África.